# XII secolo
Il XII secolo (dodicesimo secolo), detto anche Millecento o raramente Cento, è il secolo che inizia nell'anno 1101 e termina nell'anno 1200 incluso.

## Avvenimenti

### Europa
- 1122: Concordato di Worms: autonomia del papato verso il potere imperiale: termina la lotta per le investiture
- 1130: Ruggero II d'Altavilla viene incoronato Re di Sicilia presso la cattedrale di Palermo. Questo evento coincide con la nascita del Regno normanno di Sicilia.
- 1135-1154: anarchia inglese.
- 1167: Giuramento di Pontida, alleanza tra i comuni lombardi contro il Sacro Romano Impero di Federico Barbarossa.
- 1167: in seguito al Giuramento di Pontida nasce la Lega Lombarda.
- 1176: Battaglia di Legnano: le truppe della Lega Lombarda guidate da Guido da Landriano, sconfiggono le truppe dell'Imperatore Federico I Barbarossa[3].
- in Georgia si afferma il sovrano Davide IV di Georgia (1089-1125), considerato dalla tradizione il più grande sovrano georgiano.
- nascono gli Ordini Mendicanti.
- si affermano i signori di Svevia.
- continua la crescita economica e si sviluppano le città.
- Gli arabi introducono la tecnica di fabbricazione della carta.

### Asia
- Regno di Dheeva Maari: Koimala (1117-1141), primo Re che governò su tutte le Maldive.
- 1153: viene fondato il Sultanato delle Isole Maldive. (1153-1953) con il Sultano Dhovemi, precedentemente Re del Regno di Dheeva Maari: (1142-1153).

### Fondazione di nuovi Stati
- 25 luglio  1139: viene fondato il Regno del Portogallo  da Alfonso Henriques
- 1160: fondazione di Gibilterra da parte degli Almohadi: spicca la figura di 'Abd al-Mu'min
- 1166: incoronazione di Stefano Nemanja (1166-1196), il fondatore dello Stato serbo[4]. Autonomia e unificazione dei territori serbi (1166-1196)
- 1180: viene fondato il Regno del Benin da Ọranyan
- Età d'oro della Bosnia: Kulin il Bano (1180-1204), fondatore dello Stato bosniaco; la Carta di Kulin il Bano (1189)

## Personaggi significativi
- Saladino (Mesopotamia, 1138 - Damasco, 1193), sultano d'Egitto, vincitore dei crociati nella Battaglia di Hattin riconquistatore di Gerusalemme.
- Gengis Khan (1162 ca. - 1227), capo mongolo.
- Nizami Ganjavi (1141-1209), poeta persiano e poeta nazionale dell'Azerbaigian, anche se scrisse in lingua persiana.
- Alessio I Comneno, imperatore bizantino (1081-1118), riconquista buona parte. dell'Asia Minore tra cui Nicea, con lui inizia la Rinascita dell'Impero bizantino sotto i Comneni.
- Giovanni II Comneno, imperatore bizantino (1118-1143), continua le conquiste del padre in Asia Minore, conquista la Cilicia.
- Manuele I Comneno, imperatore bizantino (1143-1180), continua le conquiste in Asia Minore intraprese dai suoi predecessori e obbliga il principato di Antiochia a diventare suo vassallo. Conquisterà la Serbia e invaderà il sud Italia e l'Egitto anche se senza successo.
- Francesco d'Assisi, nato Giovanni di Pietro di Bernardone. (1181/1182 – 1226), è stato un religioso, mistico e poeta italiano.
- Innocenzo III (Lotario dei conti di Segni - Papa, tutore di Federico II), approvò l'Ordine dei Francescani presentatogli da san Francesco (1209); tentò di risolvere il problema dei rapporti tra l'Impero ed il papato. Dalla famiglia dei Conti di Segni ci furono altri Papi (Alessandro IV, Gregorio IX, Bonifacio VIII - suo zio Andrea Conti caldeggiò il Giubileo del 1300, primo nella Storia- Storia della Città di Anagni-. S.Thomas Becket, Arcivescovo di Canterbury, ucciso nella cattedrale di Canterbury nel 1170, canonizzato a Segni - Roma - nel 1173, il 22 febbraio, presso la Cattedrale di S. Maria Assunta, all'epoca dedicata a San Giovanni Battista).
- Federico I Hohenstaufen (1122-1190), detto Barbarossa, imperatore del Sacro Romano Impero e re d'Italia.
- Il degarda di Bingen (1098-1179), religiosa e linguista tedesca, ideatrice di una delle prime lingue artificiale: la Lingua ignota.
- Riccardo I d'Inghilterra (1157-1199), detto Cuor di Leone, uno dei più famosi sovrani d'Inghilterra del XII secolo.
- Alfonso I del Portogallo (1109-1185),  primo re del Portogallo dal 1139.
- Stefano Nemanja (1117-1199), principe, considerato il padre della nazione serba.
- Pietro Abelardo (1079 - 1142), uno dei più grandi filosofi della Scolastica medievale.
- Averroè (1126 - 1198), filosofo arabo.
- Arnaut Daniel (1120 ca. - 1210), trovatore provenzale.

## I Papi del XII secolo
Il XII secolo ha visto succedersi ben 17 papi:
- Pasquale II: 1099-1118
- Gelasio II: 1118- 1119
- Callisto II: 1119- 1124
- Onorio II: 1124-1130
- Innocenzo II: 1130-1143
- Celestino II: 1143-1144
- Lucio II: 1144-1145
- Eugenio III: 1145-1153
- Anastasio IV: 1153-1154
- Adriano IV: 1154-1159, l'unico papa britannico
- Alessandro III: 1159-1181, in suo onore, nel 1168, venne fondata la città di Alessandria
- Lucio III: 1181-1185
- Urbano III: 1185-1187
- Gregorio VIII: 1187
- Clemente III: 1187-1191
- Celestino III: 1191-1198
- Innocenzo III: 1198-1216

## Cultura

### Letteratura
- c.1140: Poema del mio Cid, poema epico spagnolo
- 1180: viene redatto il poema nazionale georgiano: Il cavaliere dalla pelle di leopardo ("Vepkhistkaosani" in georgiano), del poeta Shota Rustaveli (c.1172-c.1216)
- fine del XII secolo: Canto della schiera di Igor', di autore anonimo, poema epico della letteratura russa e ucraina
- La poesia persiana si afferma con Nizami Ganjavi, il poeta nazionale dell'Azerbaigian
- la figura di Ildegarda di Bingen (1098-1179), religiosa e linguista tedesca, ideatrice di una delle prime lingue artificiale: la lingua ignota

### Storia
- 1136: viene scritta in latino la Historia Regum Britanniae, da Goffredo di Monmouth, importante opera storiografica inglese

### Religione
- La mistica medievale: Bernardo di Chiaravalle, Ildegarda di Bingen
- Il misticismo e la fede: la scuola di San Vittore (1108): Guglielmo di Champeaux (il fondatore), Ugo di San Vittore, Riccardo di San Vittore
- 20 giugno 1104: miracolo del cieco di Briançon: in ricordo a questa data il 20 giugno di ogni anno si celebra la festa della Madonna della Consolata [5]
- 1123: si tiene il primo Concilio Lateranense, convocato da Papa Callisto II
- 1174: il valdismo[6]: Valdo di Lione e la nascita della Chiesa evangelica valdese

### I maggiori testi religiosi del XII secolo
- 1130-1141: De diligendo Deo di Bernardo di Chiaravalle
- 1136-1141: De sacramentis christianae fidei di Ugo di San Vittore
- 1152: Scivias di Ildegarda di Bingen

### Filosofia
- La filosofia scolastica e il concettualismo nel XII secolo: Pietro Abelardo, autore dell'opera Sic et non (1121)
- La filosofia scolastica: la disputa sugli universali: realismo, cui principali esponenti furono Anselmo d'Aosta e Guglielmo di Champeaux, e nominalismo, cui importante esponente fu  Roscellino
- La filosofia islamica nel XII secolo: Averroè, autore de L'incoerenza dell'incoerenza (c.1180), e il filosofo persiano al-Ghazali, autore del libro La rinascita delle scienze religiose (inizi del XII secolo)
- La filosofia ebraica nel XII secolo: Mosè Maimonide, autore,tra l'altro, della Mishneh Torah (c.1170-1180)

### Diritto
- c.1188: Tractatus de legibus et consuetudinibus regni Angliae, di Ranulf de Glanvill, è considerato il primo trattato sul diritto anglosassone

### Università nel XII secolo
- l'università si diffonde in Europa
- 1175: viene fondata l'Università di Modena, con la chiamata da Bologna del giurista italiano Pillio da Medicina
- 1188: viene istituita l'Università di Reggio Emilia

### Musica
- nascita della polifonia: l'Ars antiqua: la Scuola di Notre-Dame (1150-1320), cui spiccano i nomi di Léonin e Pérotin

### Architettura
- 1106: viene consacrato da Papa Pasquale II il Duomo di Parma, in stile romanico
- 20 maggio 1120: viene consacrato da Papa Callisto II il Duomo di Volterra, in stile romanico
- 1122: consacrazione da parte di Papa Callisto II della Cattedrale di Catanzaro
- 1122: inizio della costruzione del Duomo di Piacenza, tra i monumenti più noti del romanico lombardo
- 9 agosto 1173: iniziano i lavori per la costruzione della Torre di Pisa
- 1198: viene consacrato da Papa Innocenzo III il Duomo di Spoleto

### Medicina
In campo medico si assiste anche a importanti progressi nel campo della Chirurgia, in Italia con Rogerio Frugardi, autore della Practica Chirurgiae (c. 1180)

### Nascita di nuove città
- 15 maggio 1116: nasce il Comune di Bologna[7]
- 29 agosto 1138: nasce il Comune di Macerata[8].
- 1147: prima attestazione storica sull'esistenza della città di Mosca, capitale della Russia
- 3 agosto 1158: viene fondata la città di Lodi, in Lombardia, dall'imperatore Federico Barbarossa
- 1158: è fondata Monaco di Baviera, tra le più celebri città della Germania
- 1167: è fondata Copenaghen, oggi capitale della Danimarca
- 3 maggio 1168: data di fondazione da parte della Lega Lombarda della città di Alessandria[9], in Piemonte, chiamata così in onore di Papa Alessandro III
- 1191: è fondata Berna, oggi capitale della Svizzera
- 23 giugno 1198[10]: viene fondata la città di Cuneo